# Kouriogenys
Kouriogenys é um gênero de mamífero extinto do Cretáceo Inferior do sul da Inglaterra. A espécie-tipo e única espécie foi originalmente descrita como Spalacotherium minus por Richard Owen em 1871 [en] para uma mandíbula da formação Lulworth [en] do Berriasiano, embora tenha recebido seu próprio gênero em 2012 [en] por Brian Davis. O nome do gênero é retirado do grego antigo para "jovem" e "mandíbula", em referência ao método de substituição dos pré-molares. Kouriogenys é aparentado aos gêneros coexistentes  Peramus e Peramuroides [en], e juntamente com outros gêneros, eles compõem a família Peramuridae, um grupo de zaterianos extintos.